# Royalton (Minnesota)
Royalton és una població dels Estats Units a l'estat de Minnesota. Segons el cens del 2000 tenia 816 habitants.

## Demografia
Segons el cens del 2000, Royalton tenia 816 habitants, 322 habitatges, i 209 famílies. La densitat de població era de 183,2 habitants per km².
Per edats la població es repartia de la següent manera: un 26,8% tenia menys de 18 anys, un 10,8% entre 18 i 24, un 30,9% entre 25 i 44, un 17,9% de 45 a 60 i un 13,6% 65 anys o més.
L'edat mediana era de 34 anys. Per cada 100 dones de 18 o més anys hi havia 94,5 homes.
La renda mediana per habitatge era de 33.173 $ i la renda mediana per família de 42.188 $. Els homes tenien una renda mediana de 31.167 $ mentre que les dones 20.446 $. La renda per capita de la població era de 15.926 $. Entorn del 6,3% de les famílies i el 9% de la població estaven per davall del llindar de pobresa.

## Poblacions més properes
El següent diagrama mostra les poblacions més properes.